# Зольнянська сільська рада
Зольнянська сільська рада — колишня адміністративно-територіальна одиниця та орган місцевого самоврядування у Олевському районі Коростенської і Волинської округ, Київської й Житомирської областей Української РСР та України з адміністративним центром у с. Зольня.

## Населені пункти
Сільській раді були підпорядковані населені пункти:
- с. Зольня
- с. Ковалівка
- с. Сердюки

## Населення
У 1926 році чисельність населення сільської ради становила 799 осіб.
Кількість населення ради, станом на 1931 рік, становила 890 осіб.
Відповідно до результатів перепису населення СРСР, кількість населення ради, станом на 12 січня 1989 року, становила 982 особи.
Станом на 5 грудня 2001 року, відповідно до перепису населення України, кількість мешканців сільської ради становила 1 001 особу.

### Мова
Розподіл населення за рідною мовою за даними перепису 2001 року:
| Мова       | Відсоток |
| ---------- | -------- |
| українська | 99,50 %  |
| російська  | 0,20 %   |
| білоруська | 0,10 %   |
| інші       | 0,20 %   |

## Склад ради
Рада складалася з 14 депутатів та голови.

### Керівний склад сільської ради
| ПІБ                      | Основні відомості                                                 | Дата обрання | Дата звільнення |
| ------------------------ | ----------------------------------------------------------------- | ------------ | --------------- |
| Тимощук Микола Антонович | Сільський голова, 1951 року народження, освіта, безпартійний      | 26.03.2006   | 31.10.2010      |
| Тимощук Микола Антонович | Сільський голова, 1951 року народження, освіта вища, безпартійний | 31.10.2010   |                 |

Примітка: таблиця складена за даними джерела

## Історія
Створена 26 березня 1925 року в складі с. Зольня, слободи Андріївська та колонії Андріївка Лопатицької сільської ради Олевського району Коростенської округи.
Станом на 1 вересня 1946 року сільська рада входила до складу Олевського району Житомирської області, на обліку в раді перебувало с. Зольня. З 1954 року на обліку значаться села Ковалівка (Ковальове) та Сердюки.
На 1 січня 1972 року сільська рада входила до складу Олевського району Житомирської області, на обліку в раді перебували села Зольня, Ковалівка та Сердюки.
Припинила існування 17 січня 2017 року через об'єднання до складу Олевської міської територіальної громади Олевського району Житомирської області.